# 고대 교토의 역사 기념물
고도 교토의 역사 기념물(일본어: 古都京都の文化財 고토 교토노 분카자이[*])은 교토부 교토시, 우지시, 시가현 오쓰시에 있는 사원 등을 말한다. 1994년 유네스코 세계유산으로 등록되었다.

## 등록 유산
- 가모와케이카즈치 신사(賀茂別雷神社)
- 가모미오야 신사(賀茂御祖神社)
- 교오고코쿠지(教王護国寺)
- 기요미즈데라(清水寺)
- 엔랴쿠지(延暦寺)
- 다이고지(醍醐寺)
- 닌나지(仁和寺)
- 뵤도인(平等院)
- 우지가미 신사(宇治上神社)
- 고잔지(高山寺)
- 사이호지(西芳寺)
- 덴류지(天龍寺)
- 로쿠온지(鹿苑寺) ※다른 이름: 킨카쿠지(金閣寺)
- 지쇼지(慈照寺) ※다른 이름: 긴카쿠지(銀閣寺)
- 료안지(龍安寺)
- 니시혼간지(西本願寺)
- 니조성(二条城)

| 이름                                 | 사진    | 유형 | 시대              | 위치                                                                               | 설명 |
| ------------------------------------ | ------- | ---- | ----------------- | ---------------------------------------------------------------------------------- | --- |
| 가모와케이카즈치 신사 (賀茂別雷神社) | CAPTION | 신사 | 7세기 헤이안 시대 | 교토시 기타구, 북위 35° 03′ 37″ 동경 135° 45′ 10″ / 북위 35.06028° 동경 135.75278° | 가모미오야 신사와 함께 가모신사 중 하나이다. 가모 신사는 고대의 가모 씨의 씨족신을 모시는 신사다. 가모 씨의 조상신인 가모와케이카즈치노미코토(賀茂別雷命)를 모신다. 와케이카즈치(別雷)는 "젊은 번개"의 의미로, 젊음의 힘으로 가득 찬 번개의 신이라는 의미이다. |
| 가모미오야 신사 (賀茂御祖神社)       | CAPTION | 신사 | 6세기 헤이안 시대 | 교토시 사쿄구, 북위 35° 02′ 20″ 동경 135° 46′ 21″ / 북위 35.03889° 동경 135.77250° | 가모신사 중 하나로, 가모와케이카즈치노미코토의 어머니의 다마요리 히메와 다마요리 히메(玉依姫)의 아버지의 가모타케쓰노미노미코토(賀茂建角身)를 모신다. |

## 등록 기준
고도 교토의 문화재의 등록 요건은 등록기준 2항과 4항에 해당된다.
- (2) 일정한 시간에 걸쳐 혹은 세계의 한 문화권내에서 건축, 기념물조각, 정원 및 조경디자인, 관련예 술 또는 인간정주 등의 결과로서 일어난 발전사항들에 상당한 영향력을 행사한 것.
- (4) 가장 특징적인 사례의 건축양식으로서 중요한 문화적, 사회적, 예술적, 과학적, 기술적 혹은 산업의 발전을 대표하는 양식.

## 확대 등록 계획
등록 당시부터 시간의 경과함에 따라 주변 환경과 경관이 나빠졌기 때문에 교토 시를 중심으로 문화재를 추가 등록할 계획에 있다. 구체적인 사항은 다음과 같다.
적극적으로 추진
- 지온인(知恩院)
- 다이토쿠지(大徳寺)
- 젠린지(禅林寺)

추가 등록을 목표
- 교토 어소 (京都御所)
- 사카노 및 아라시야마 산 주변(嵯峨嵐山)

검토 단계
- 히가시야마 산 주변(東山)
- 가쓰라 이궁(桂離宮)
- 슈가쿠인 이궁(修学院離宮)

## 갤러리

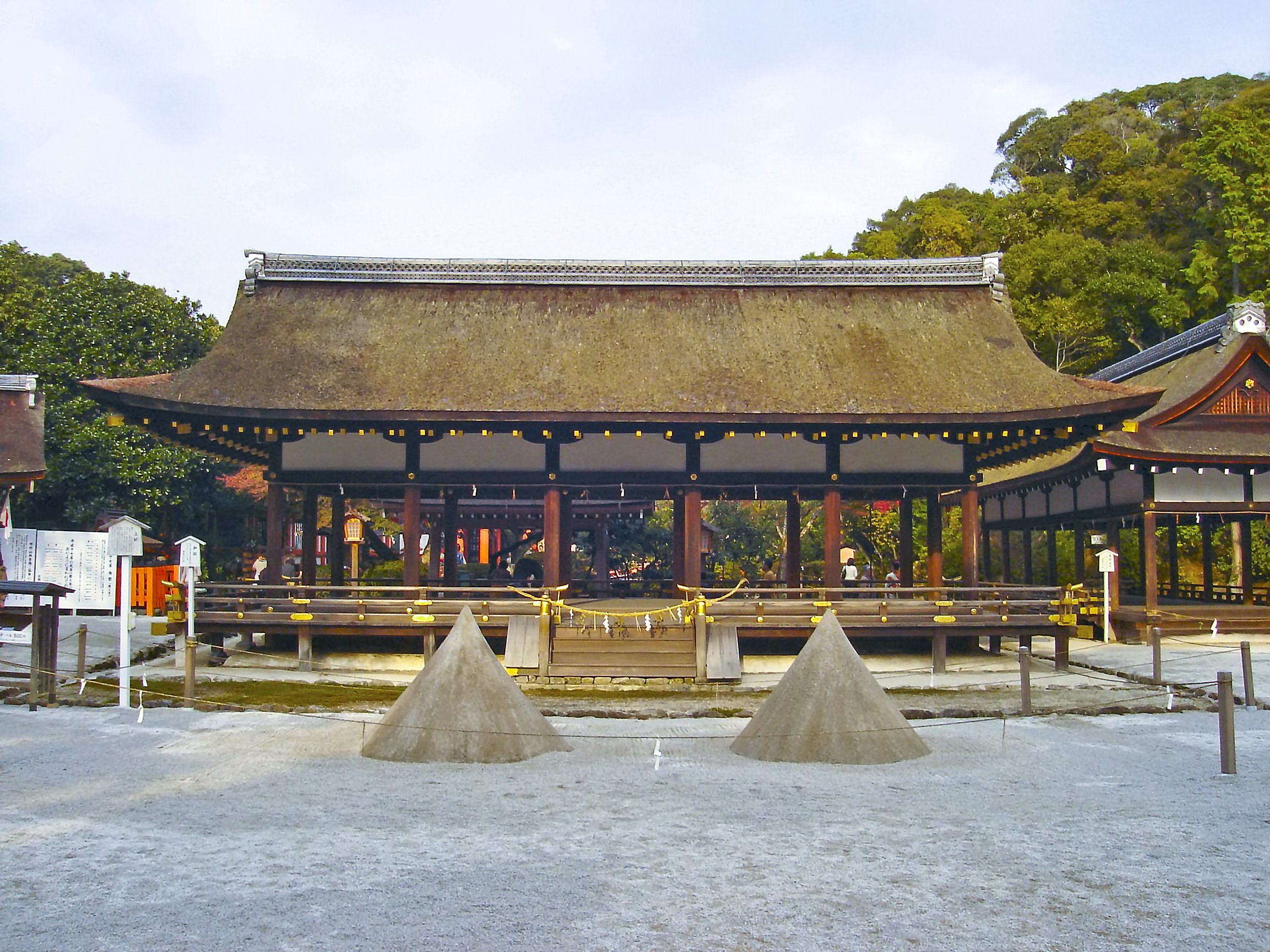
가모와케이카즈치 신사
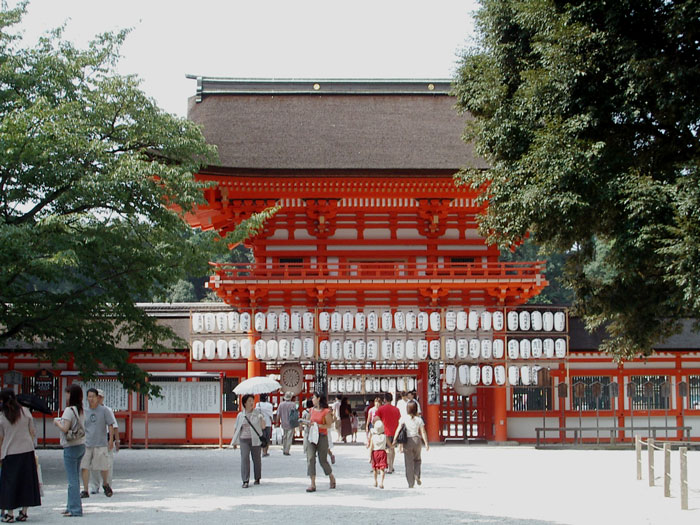
가모미오야 신사
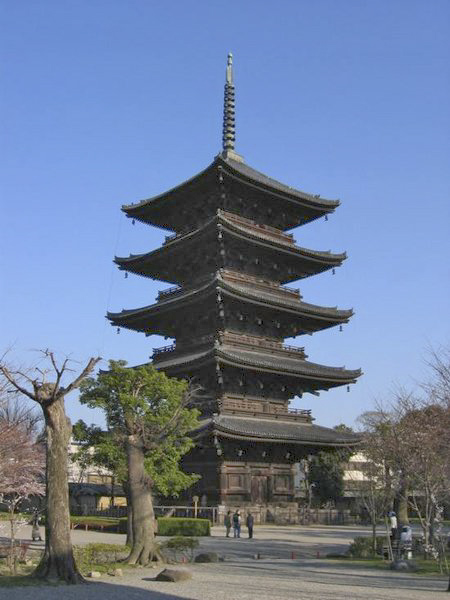
교오고코쿠지
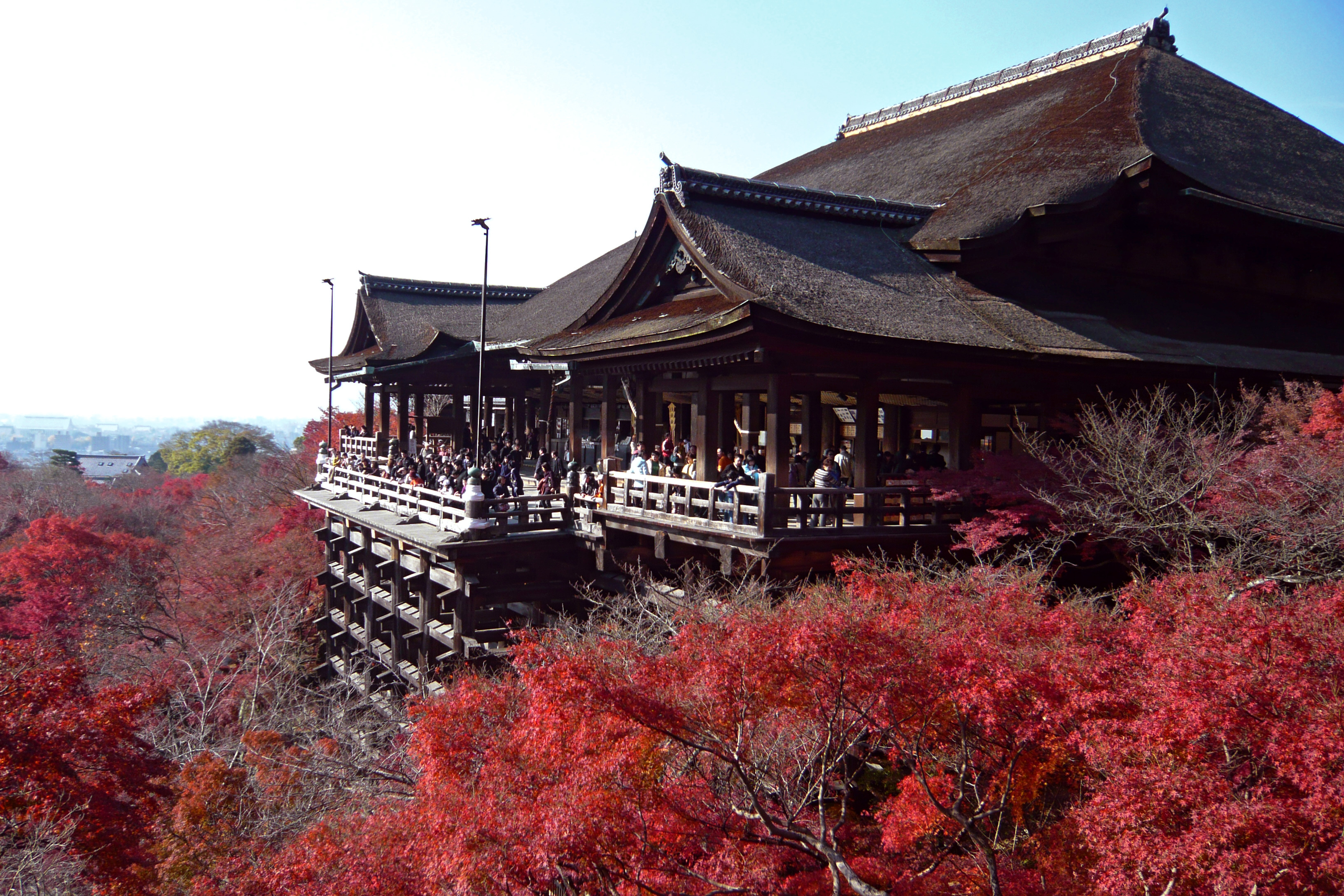
기요미즈데라
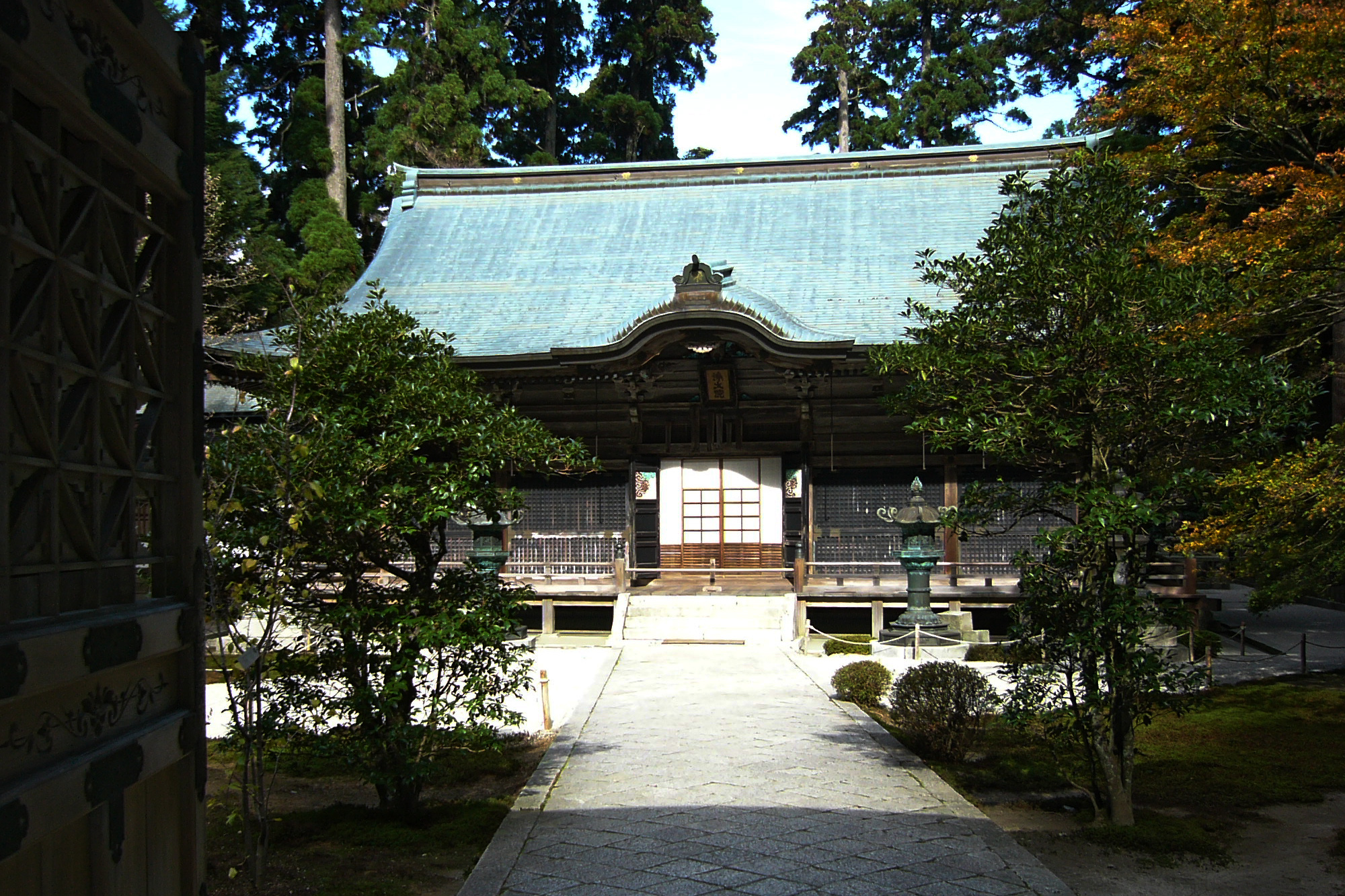
엔랴쿠지
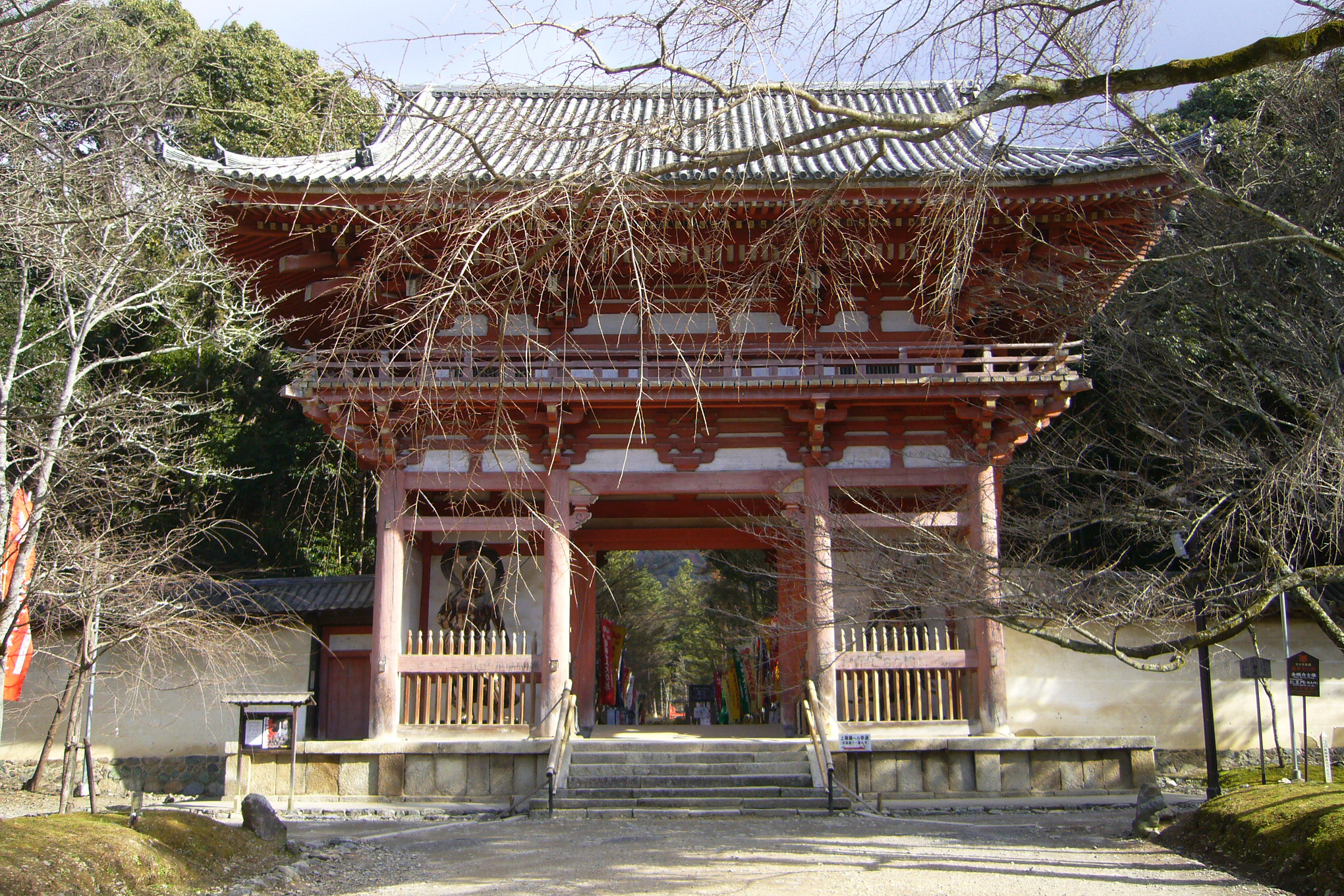
다이고지
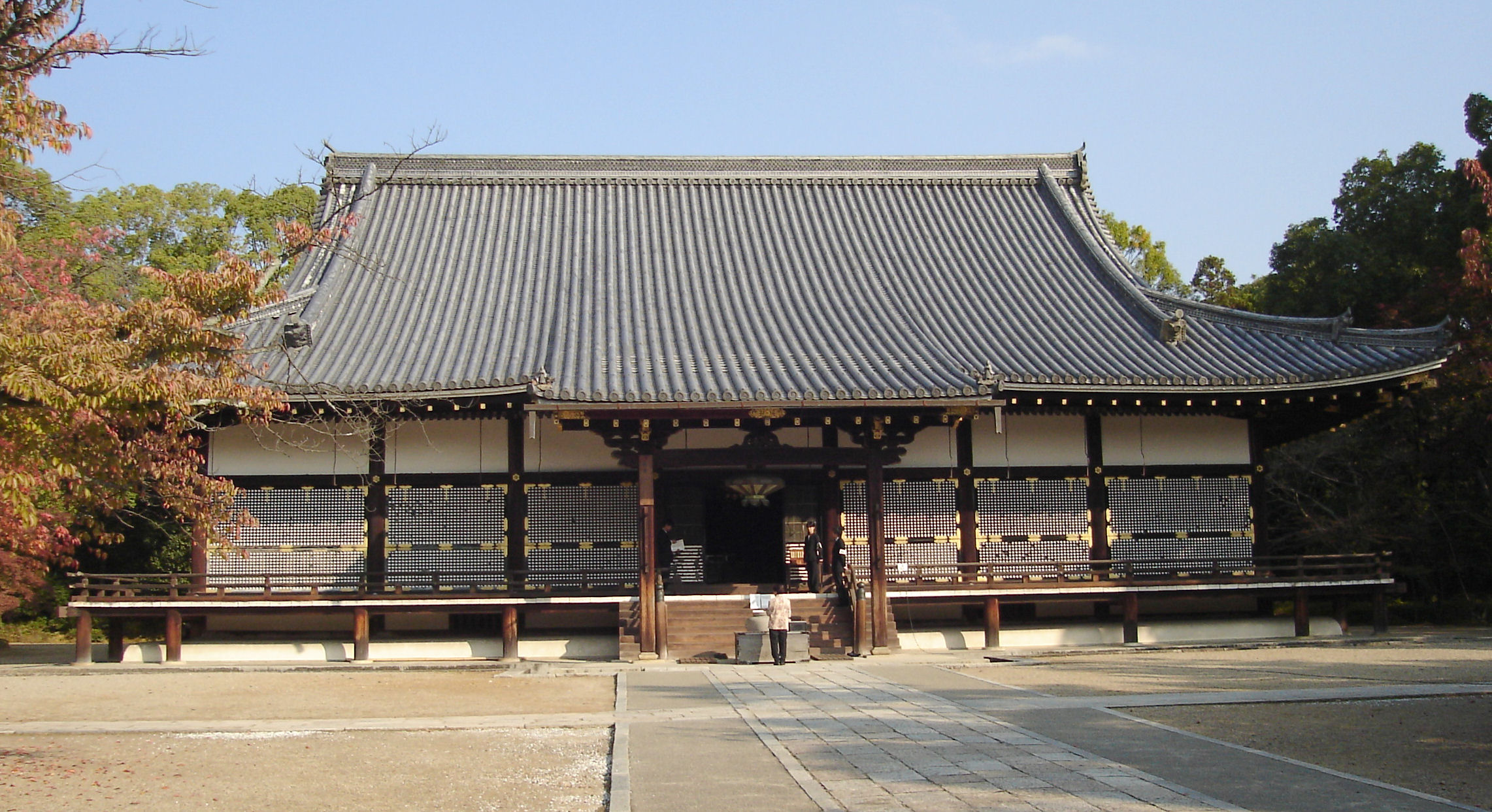
닌나지
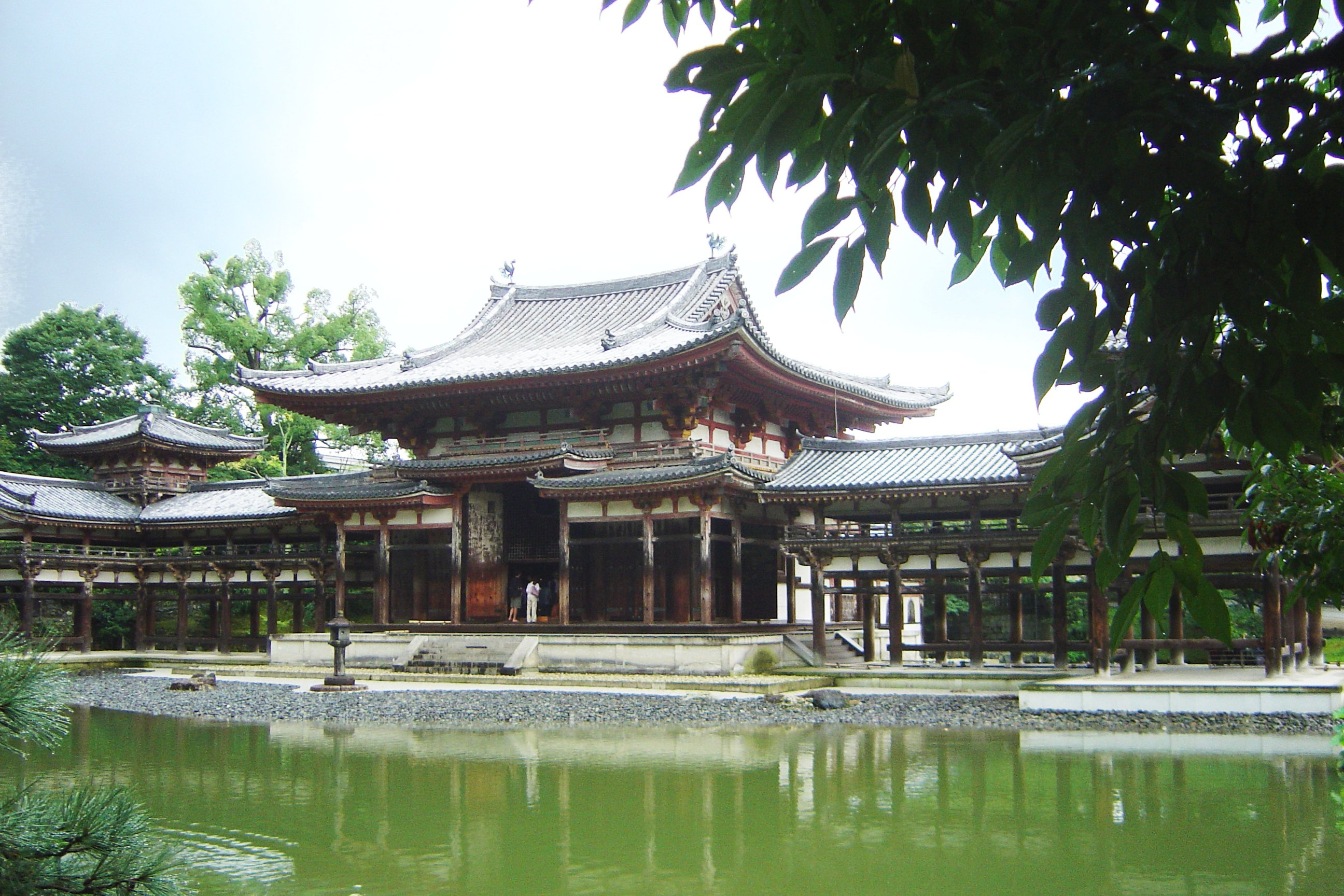
뵤도인
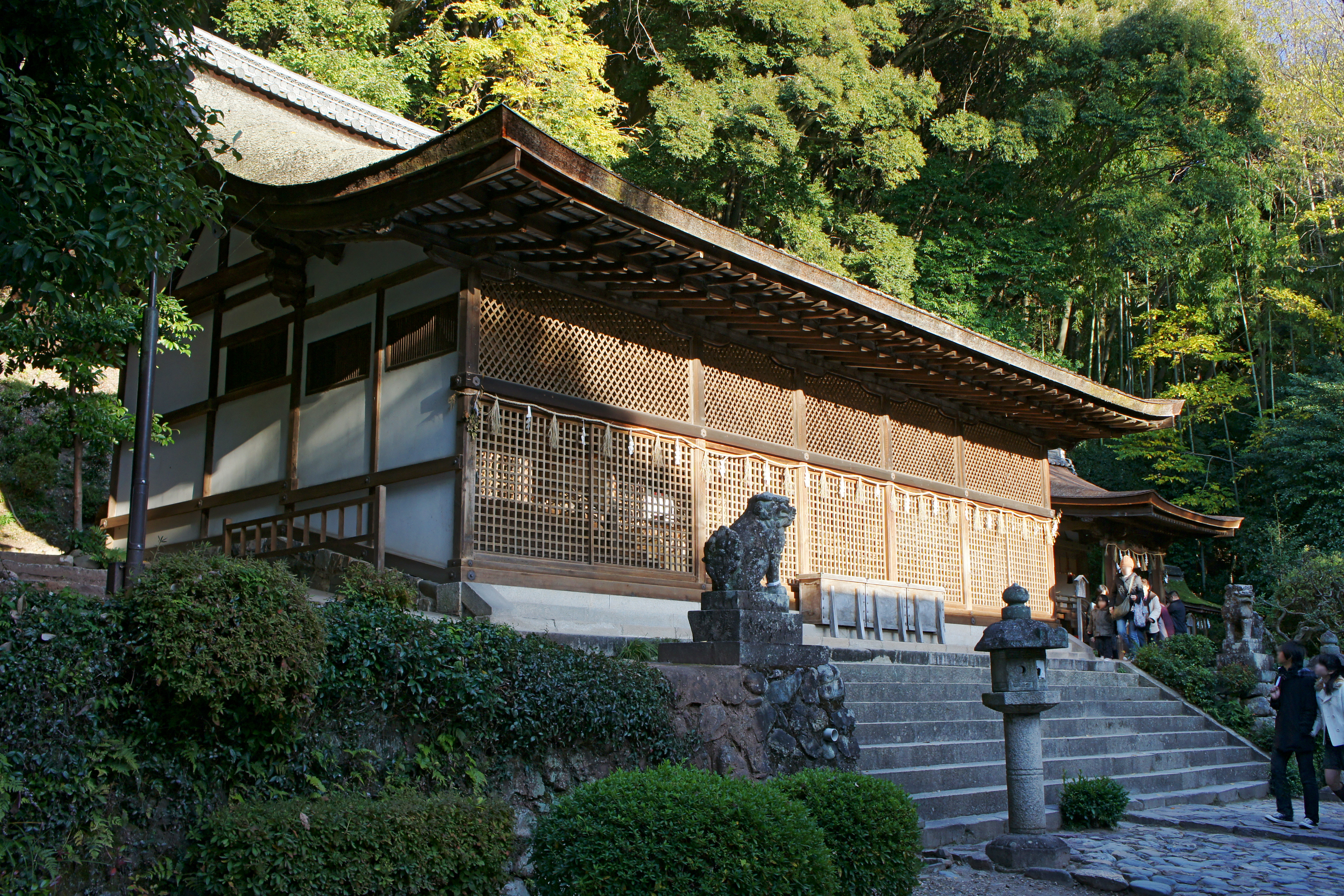
우지가미 신사
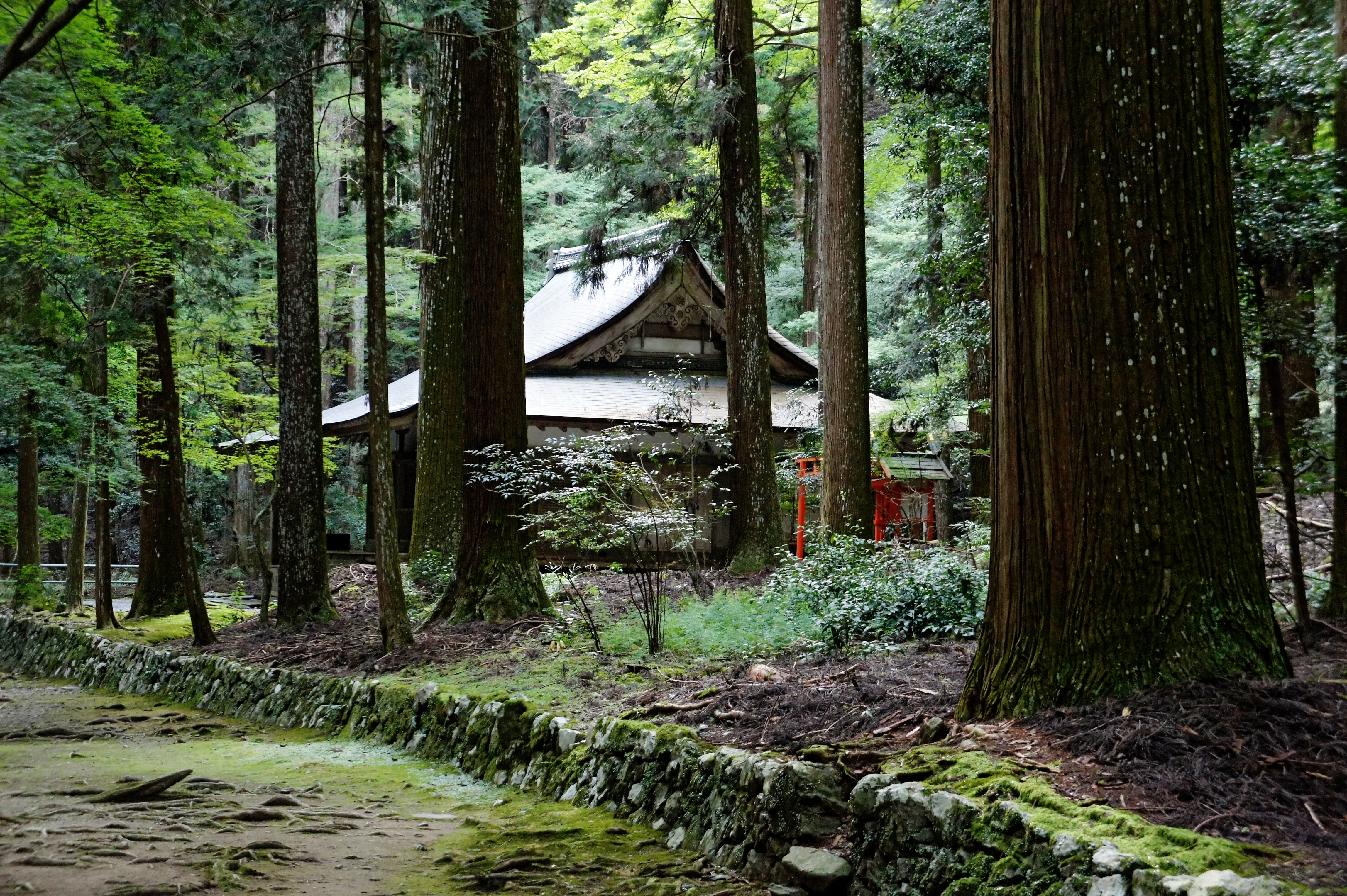
고잔지
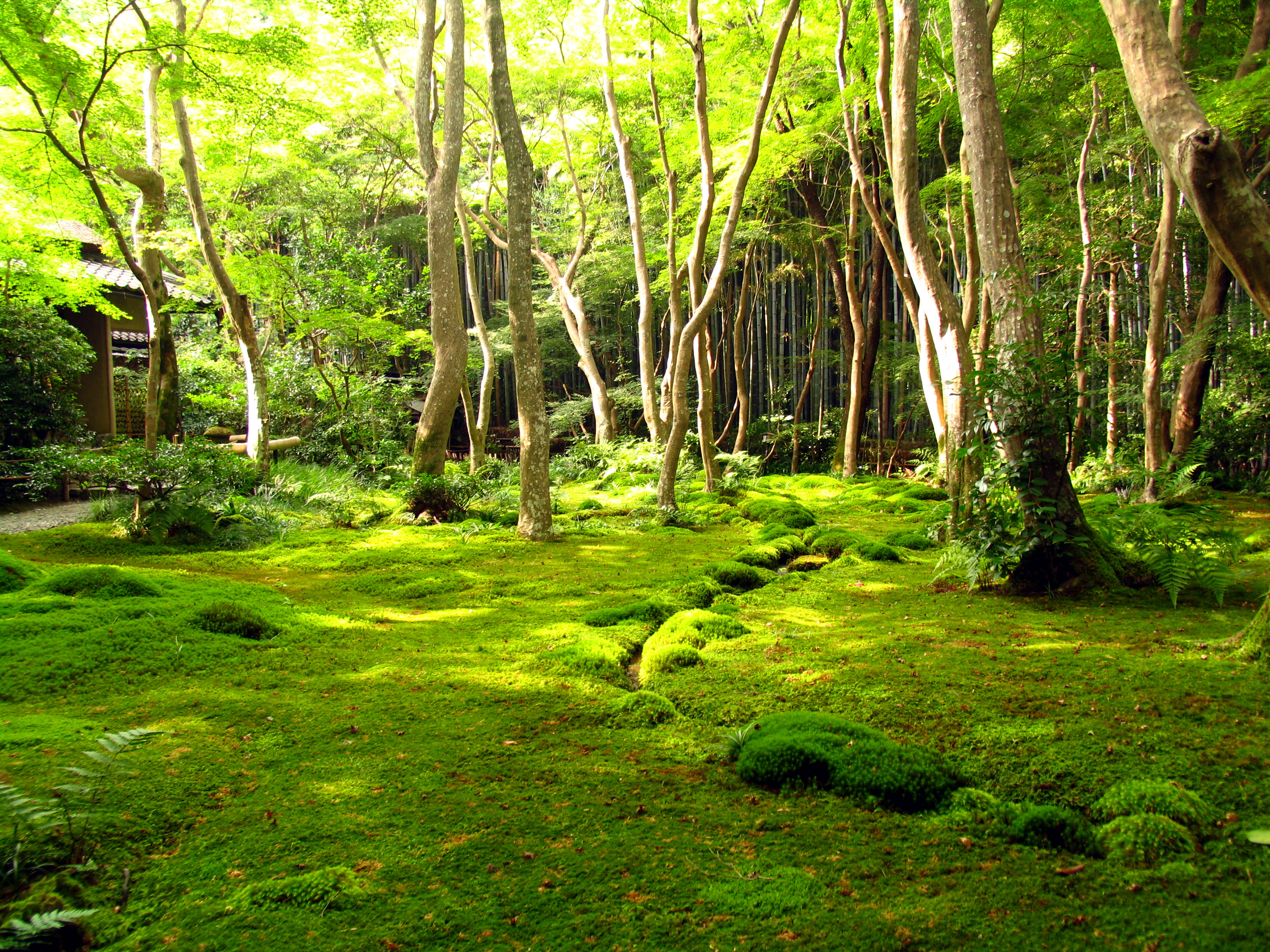
사이호지
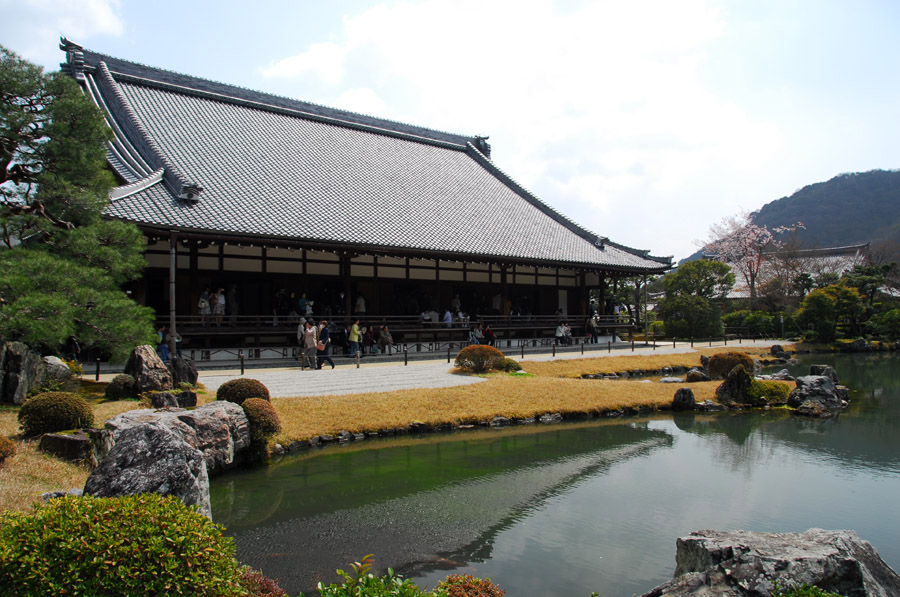
덴류지
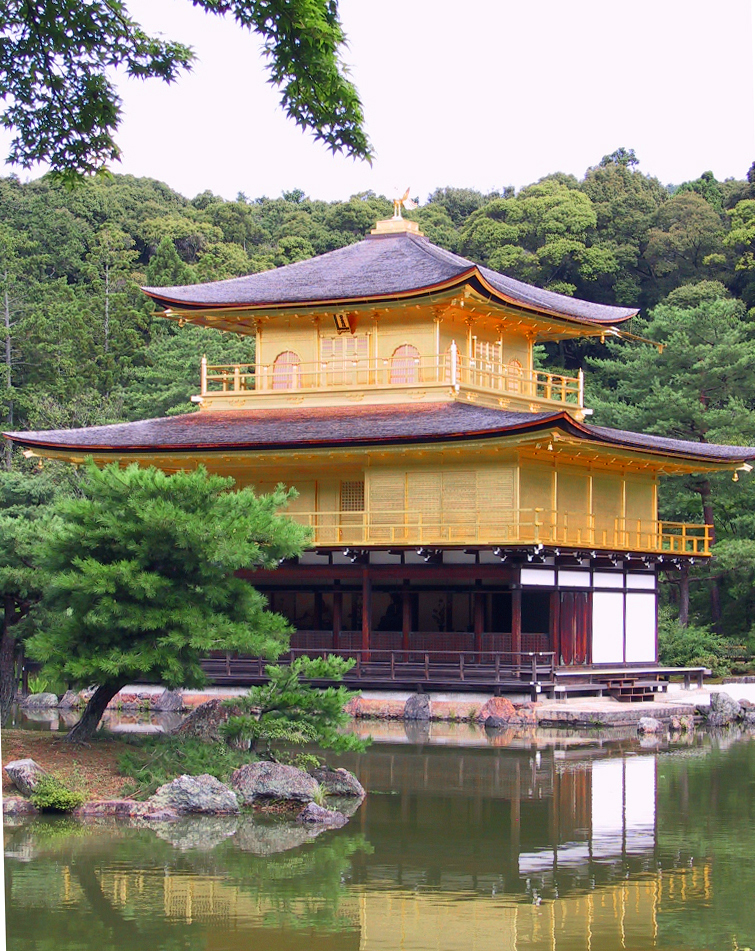
로쿠온지
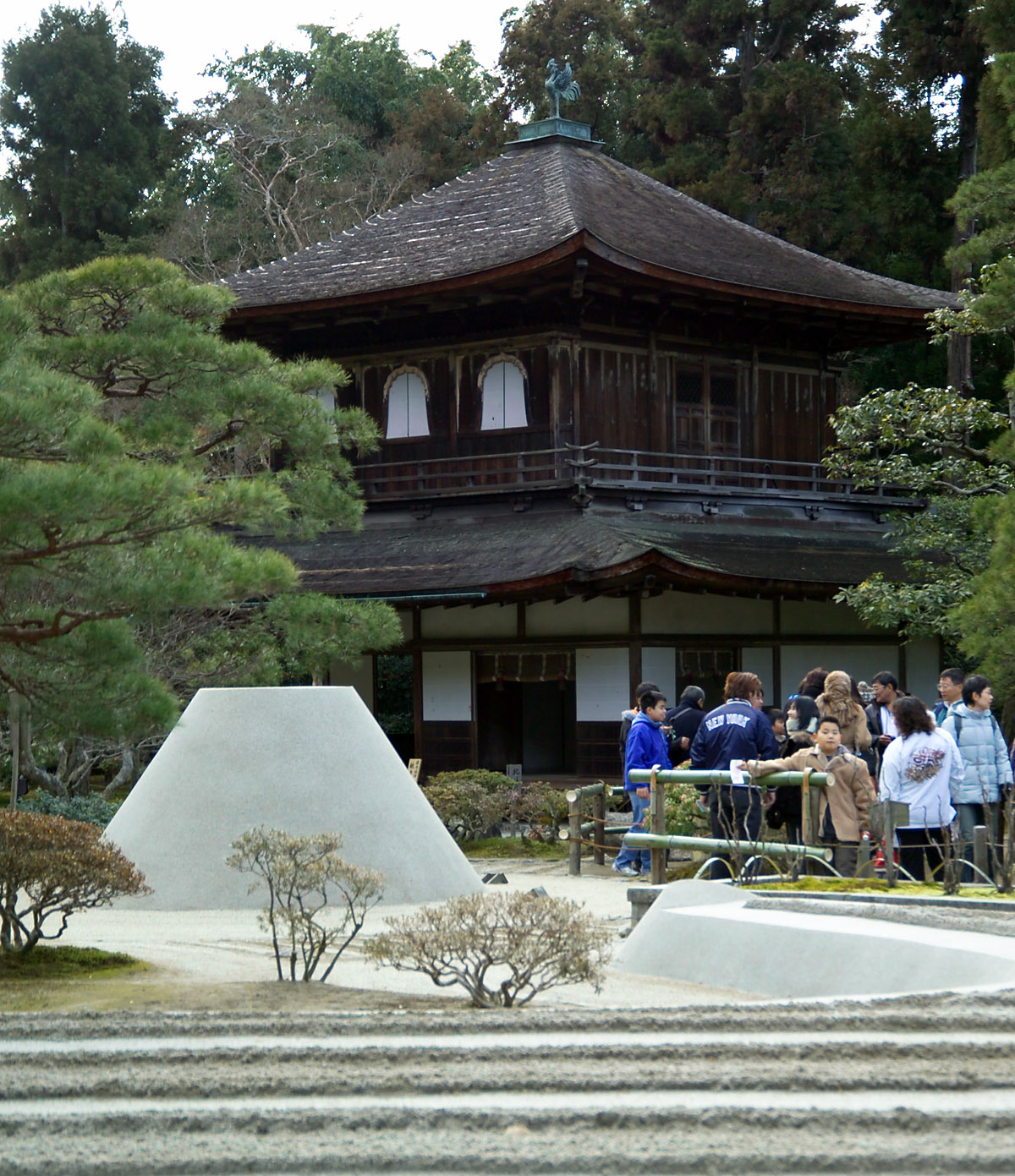
지쇼지
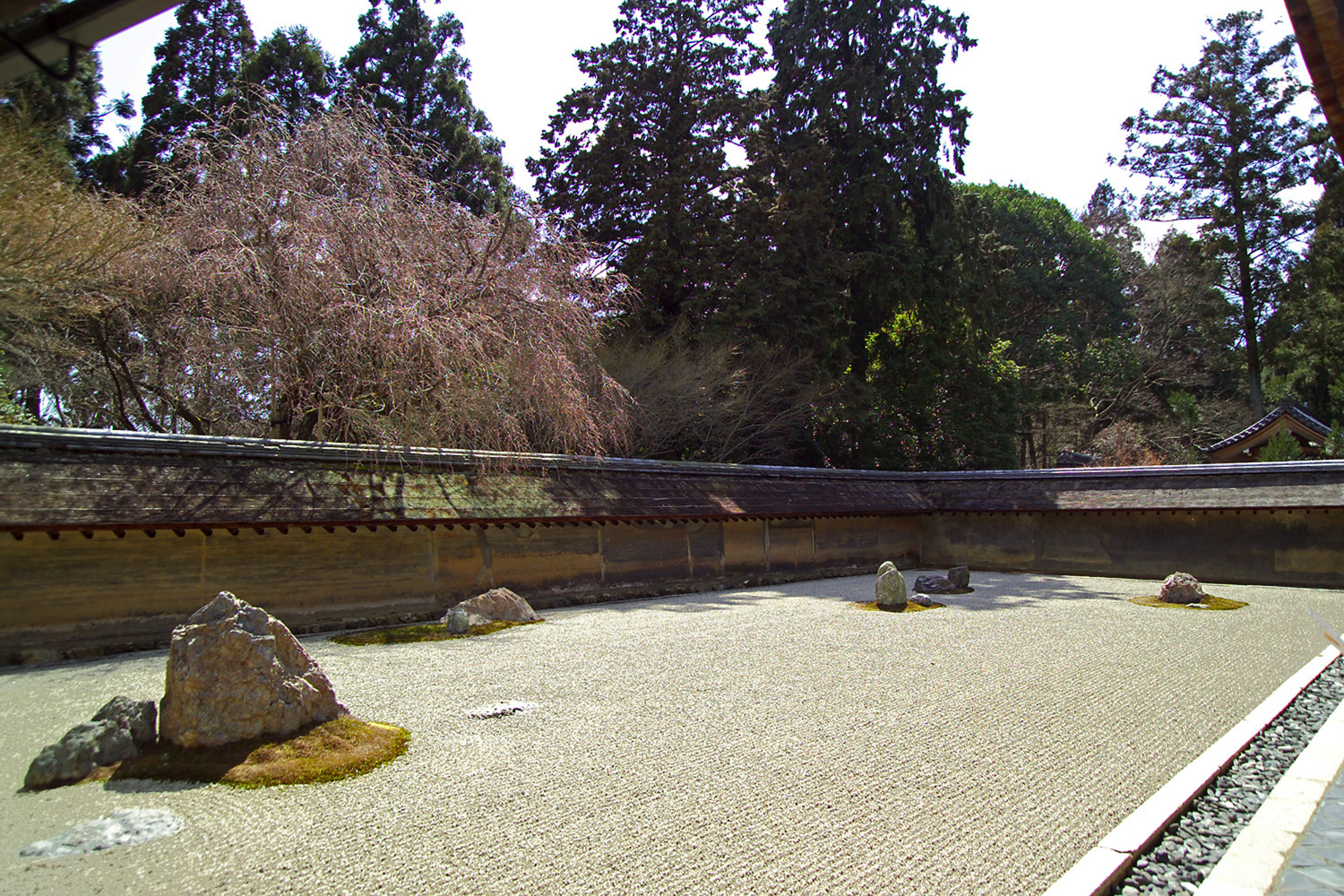
료안지
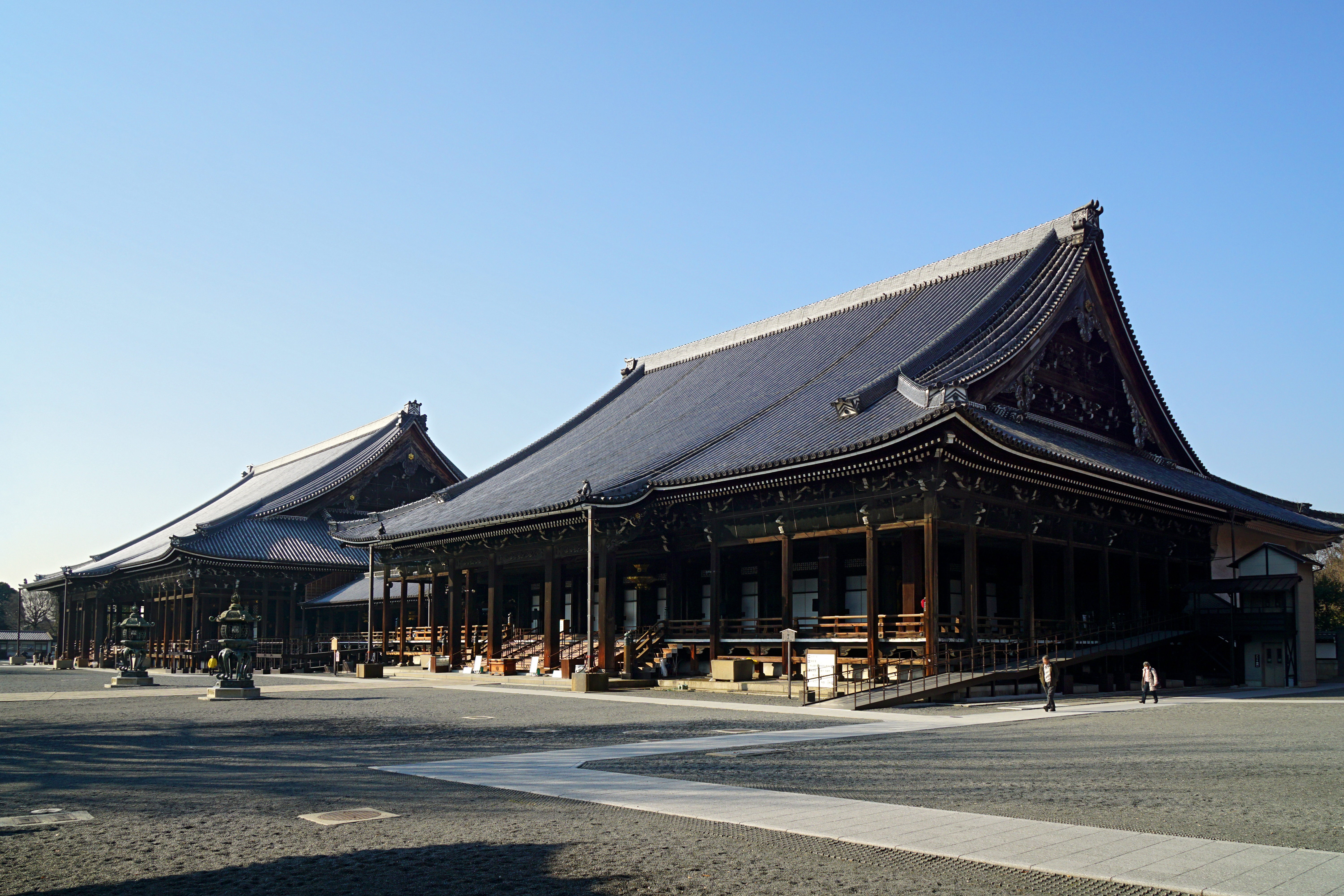
니시혼간지
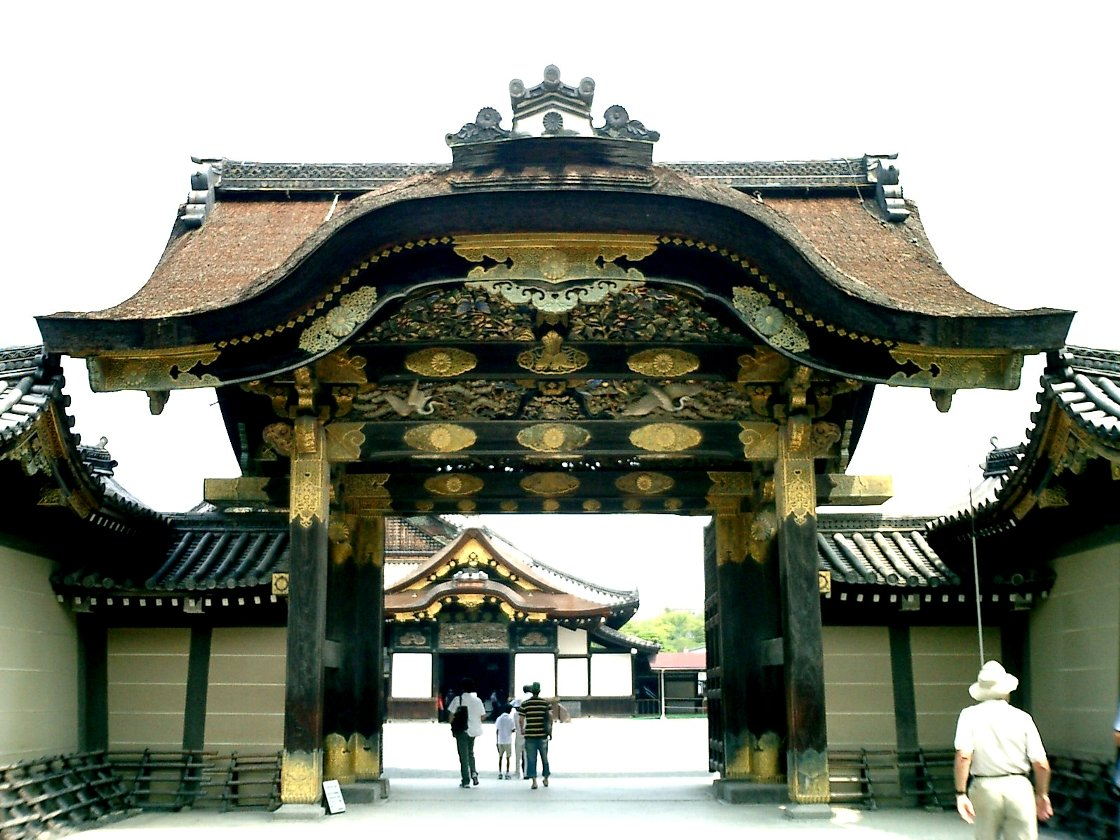
니조성

## 같이 보기
- 아시아의 세계유산
- 일본의 세계유산
- 중요 전통적 건조물군 보존지구